# GERA Europe
 (septembre 2014).
Si vous disposez d'ouvrages ou d'articles de référence ou si vous connaissez des sites web de qualité traitant du thème abordé ici, merci de compléter l'article en donnant les références utiles à sa vérifiabilité et en les liant à la section « Notes et références ».
GERA Europe est la filiale européenne de la Global Entertainment Retail Association. C'est un regroupement basé à Bruxelles pour les associations commerciales représentant des détaillants et des distributeurs de loisirs à travers l'Europe. Il a des membres actifs dans six pays européens.

## Histoire
GERA Europe, Global Entertainment Retail Association-Europe, est l'alliance commerciale des détaillants du loisir en Europe. Elle a été mise en place en août 2000 comme bras européen de la Global Entertainment Retail Association, un groupement international de détaillants.

## Activités
Une grande partie du travail de GERA Europe consiste en la surveillance du développement de l'Union Européenne et de tenir au courant les membres de l'association des prochaines législations qui peuvent les affecter. L'organisation collecte et distribue également l'information de l'industrie du loisir culturel. Occasionnellement, GERA Europe fera du Lobbying aux législateurs.

## Organisations membres
Les groupes suivants sont les membres de l'alliance GERA Europe:
- Austrian Entertainment Retailers Association - Autriche
- BERA - Belgian Entertainment Retailers Association - Belgique
- SDLC - Syndicat des Distributeurs de Loisirs Culturels - France (Anciennement SDSD - Syndicat des Détaillants Spécialisés du Disque)
- GDM - Gesamtverband Deutscher Musikfachgeschäfte - Allemagne
- HAMM - Handelsverband Musik und Medien - Allemagne
- NVER - Nederlandse Vereniging van Entertainment Retailers - Pays-Bas
- ERA - Entertainment Retailers Association - Royaume-Uni (Anciennement BARD - British Association of Record Dealers)

GERA Europe est commandité par un secrétariat basé à Bruxelles.